# Diretmus
Diretmus is een geslacht van straalvinnige vissen uit de familie van zilverkopvissen (Diretmidae). Het geslacht is voor het eerst wetenschappelijk beschreven in 1864 door Johnson.